# Альвессон, Матс
Матс Йоран Альвессон (швед. Mats Göran Alvesson) — шведский профессор и исследователь, заместитель кафедры бизнес-администрирования при Университете Лунда в Швеции, также по совместительству профессор школы экономики Университета Квинсленда.

## Биография
Альвессон родился в 1956 году. В 1983 году он защитил докторскую диссертацию в Университете Лунда по теории организации и технократическому сознанию. Матс Альвессон является приглашенным лектором в университет Эксетера. Он состоит в редакционном совете Академии по анализу управленческой деятельности (The Academy of Management Review — AMR), публикуется в журнале управленческих исследований (Journal of Management Studies).

## Научная деятельность
Матс Альвессон занимается обширной научной деятельностью: проводит исследования, широко публикуется и специализируется в таких областях как качественная методология,  критическая теория организационной культуры, теория идентичности в организациях, исследования организационных изменений, управленческий консалтинг, гендерные исследования и многих других. Он опубликовал около 20 книг с ведущими издателями и сотни статей, многие из которых широко цитируются и используются на более высоких уровнях в университетском образовании. В настоящее время профессор ведет широкомасштабную деятельность в Европе и проводит исследование о том, как специалисты сохраняют и повышают свою управленческую идентичность. В частности, Альвессон возглавляет международный исследовательский проект в области брендинга и идентичности, в котором участвуют несколько человек из университета Эксетера. Команда Эксетер рассматривают брендинг развития лидерства, лидеров и бизнес-школ.
Альвессон осуществляет и другие проекты по управленческой работе идентичности, инноваций и лидерства. Это такие проекты как «Управленческая работа идентичности» («Chefers identitetsarbete»), «Инновации и Лидерство» («Innovation och ledarskap»), «Близкие исследования лидерства» («Närstudier av ledarskap»).

## Достижения
Матс Альвессон получил одну из самых престижных наград в Европе, став членом благотворительного фонда Академии Валленберг (Knut and Alice Wallenberg Foundation) и был приглашен профессором в Центр изучения лидерства (Centre for Leadership Studies -CLS). Премия размером в три миллиона выплачивается профессору каждый год в течение пяти лет с целью поддержки его исследований.
Почетный профессор Университета Сент-Эндрюс (The St Andrews University) и Университета Квинсленда.

## Концепция организационной культуры
Одной из самых наиболее известных работ Матса Альвессона является книга «Организационная культура» (Alvesson, Mats Understanding organizational culture 2nd ed. London, United Kingdom: Sage, 2013.). Жизненно важный аспект этой книги — концепт корпоративной культуры. Именно ей автор уделяет основное внимание, пытаясь разобраться в том, чем является корпоративная культура, рассматривает её метафорический смысл. Альвессон в данной книге попытался предложить структуру для многогранного представления организации. Он критикует традиционный менеджмент, в котором топ-менеджеры конструируют организационную культуру. Он скорее делает вывод о том, что менеджеры лишь интерпретируют эту культуру.
Организационная культура у Альвессона — это способ понимания жизнедеятельности организации во всём её богатстве и разнообразии.
В книге рассматриваются 4 основные темы:
- интерес и потребность выйти за рамки поверхностного уровня поведенческих моделей и попытаться понять, как сотрудники организации относятся к вопросам, которые на первый взгляд выглядят обыденно, доступно и объективно с практической точки зрения. Автор не рассматривает, как люди стараются что-либо делать объективно и корректно, он изучает как сотрудники интерпретируют действия и поступки в организации, исходя из своего культурального мышления.
- двойственная природа организационной культуры.

С одной стороны культура предполагает возможности для благоприятного взаимодействия, построения сложных связей и отношений внутри организации. Но вместе с тем организационная культура принуждает и сдерживает так как именно она обеспечивает набор правил и их смысл.
- динамичность и неупорядоченность культуры.

Культура в целом базируется на традициях, закрепляется в них и изменяется довольно медленно. Но, вместе с тем, существует множество разнообразных культуральных течений и сотрудники организации, находясь в мультигрупповых ситуациях, движутся между ними. Можно сказать, что человек принадлежит к нескольким течениям (это и профессия, и этническое происхождение, половой и возрастной аспект). Из этого следует, что культура неоднозначна.
- многочисленность уровней культуры

Культуральные значения формируются, сохраняются и изменяются на микроуровнях и в специфических взаимодействиях между людьми. Но есть и более крупные уровни (такие как культурные традиции, СМИ), которые способны повлиять на эти культуральные значения. То есть если индивид имеет дело с культурой на работе — это не значит, что работа подразумевает под собой «отдельный остров». Напротив, организационную культуру здесь стоит понимать как многоуровневую, складывающуюся под воздействием различных факторов, как внутренних так и внешних.
Содержание этой книги богато нюансами и метафорами. Она стимулирует читателя интерпретировать разные примеры и ситуации, которые приводит автор в книге.